# Holger Winge
Holger Winge, född 18 oktober 1917 i Frötuna församling i Stockholms län, död 6 juli 2002 i Limhamns församling i Skåne län, var en svensk skådespelare, teaterdekoratör och målare.

## Biografi
Holger Winge var son till Oscar Winge och Sonja Arnell och från 1938 gift med Grete Johanne Harpsøe-Nielsen (1916–2003). Efter realexamen i Malmö 1933 var Winge skådespelare och teaterdekoratör vid Hippodromteatern i Malmö 1934–1943. Som dekoratör och konstnär var han autodidakt. Han medverkade även i filmen Skanör-Falsterbo (1939). Han var teaterdekoratör vid Malmö stadsteater 1944–1946, porträttmålare 1947–1955 och innehade egen ateljé för tillverkning av byggnadsmodeller från 1956. Han utförde bland annat två modeller visande cement- och sockertillverkning till Tekniska museet i Malmö, en modell av Landskrona under medeltiden till Landskrona museum och en modell av staden Lund i vår tid till byggnadsnämnden i Lund. På Malmö stadsteater utförde han bland annat dekoren till Orfeus i underjorden och vid Kungliga teatern i Stockholm utförde han dekoren till Camachos bröllop.
Holger Winge är begravd på Sankt Pauli norra kyrkogård i Malmö.

## Teater

### Scenografi
| År   | Produktion                                 | Upphovsmän                                                             | Regi        | Teater                           | Noter                 |
| ---- | ------------------------------------------ | ---------------------------------------------------------------------- | ----------- | -------------------------------- | --------------------- |
| 1935 | Bal på Savoy Ball im Savoy                 | Paul Abraham, Alfred Grünwald och Fritz Löhner-Beda                    |             | Hippodromen                      |                       |
| 1940 | Puzzlespel Puslespil                       | Kaj Munk                                                               | Oscar Winge | Hippodromen                      |                       |
| 1941 | Ökensången The Desert Song                 | Sigmund Romberg och Oscar Hammerstein                                  | Oscar Winge | Hippodromen                      |                       |
| 1941 | Dollarprinsessan Die Dollarprinzessin      | Leo Fall, Alfred Maria Willner och Fritz Grünbaum                      | Oscar Winge | Hippodromen                      |                       |
| 1944 | Tre små flickor Drei arme kleine Mädels    | Walter Kollo                                                           | Oscar Winge | Malmö stadsteater                |                       |
| 1945 | Greven av Luxemburg Der Graf von Luxemburg | Franz Lehár, Leo Stein, Alfred Maria Willner och Robert Bodanzky       | Oscar Winge | Malmö stadsteater                | Scenografi och kostym |
| 1945 | Geishan The Geisha, a story of a tea house | Sidney Jones, Owen Hall och Harry Greenbank                            | Oscar Winge | Malmö stadsteater                | Scenografi och kostym |
| 1945 | Giuditta                                   | Franz Lehár, Paul Knepler och Fritz Löhne-Beda                         | Oscar Winge | Malmö stadsteater                | Scenografi och kostym |
| 1951 | Lorden från gränden Me and My Girl         | L. Arthur Rose och Noel Gay Bearbetning och sångtexter Gardar Sahlberg | Nils Poppe  | Helsingborgs stadsteater         |                       |
| 1952 | Lorden från gränden Me and my girl         | L Arthur Rose och Noel Gay Bearbetning och sångtexter Gardar Sahlberg  | Nils Poppe  | Norrköping-Linköping stadsteater |                       |
| 1954 | Popperetten Bom                            | Adolf Schütz och Paul Baudisch                                         | Nils Poppe  | Vasateatern                      |                       |